# Río Jauaperí
El río Jauaperí es un río amazónico brasileño, un afluente del curso bajo del Río Negro que discurre por el estado de Roraima y el estado de Amazonas. Tiene una longitud total de 530 km.

## Geografía
El río Jauaperí nace en la parte noreste del estado de Roraima, en la sierra de Acara, en la frontera con la Guyana. Es una zona casi despoblada, en la que recientemente se construyó un tramo de la Rodovía Perimetral Norte (BR-210), al oeste de Uberlândia. El río discurre en dirección suroeste, siendo cruzado también por la BR-174 (en el tramo Manaus-Boa Vista), unos 50 km aguas arriba de Restauraço. 
El río va girando progresivamente más al sur, bordeando el territorio indígena Waimiri-Atroari, hasta llegar a la localidad de Posto Funai, donde recoge por la izquierda el río Alalaú, su mayor afluente. A partir de aquí, y hasta su desembocadura en el río Negro, el curso del río constituye la frontera natural entre los estados de Roraima y Amazonas. En este tramo final en que no hay ninguna localidad de importancia, recibe por la derecha el río Mucucuaú. 
Desagua en el río Negro frente a la localidad de Moura, a unos 30 km aguas abajo de la desembocadura del río Branco. El río discurre en su mayor parte por el municipio de Rorainópolis (Roraima).

## Historia
Esta región permaneció inexplorada para los occidentales hasta bien entrado el siglo XVIII. Los primeros portugueses en llegar a la región del río Branco tenían el objetivo de atrapar indígenas y venderlos en los mercados de Belém do Pará y San Luis de Marañón como esclavos. Otro comerciante esclavista que recorrió esta región fue el holandés Nicolau Horstman, que partió de Paramaribo, capital de la entonces Guyana Holandesa, y navegó el río Branco en el año 1741, estableciendo el comercio de esclavos en el río Jauaperí y el río Takutu.